# Gladiolus aurantiacus
Gladiolus aurantiacus är en irisväxtart som beskrevs av Friedrich Wilhelm Klatt. Gladiolus aurantiacus ingår i släktet sabelliljor, och familjen irisväxter. Inga underarter finns listade i Catalogue of Life.